# TRIM38
TRIM38‏ (Tripartite motif containing 38) هوَ بروتين يُشَفر بواسطة جين TRIM38 في الإنسان.